# San Bernardo (métro de Madrid)
San Bernardo est une station des lignes 2 et 4 du métro de Madrid, en Espagne.

## Situation

Sur la ligne 2, la station se situe entre Quevedo au nord, en direction de Cuatro Caminos, et Noviciado au sud, en direction de Las Rosas. Sur la ligne 4, elle se situe entre Argüelles, le terminus, à l'ouest et Bilbao à l'est, en direction de Pinar de Chamartín. Elle est établie sous la glorieta Ruiz Gimenez, à l'intersection des rues San Bernardo, Alberto Aguilera et Carranza, à la jonction des arrondissements du Centre au sud et de Chamberí au nord.
Elle possède deux voies et deux quais latéraux sur chaque ligne.

## Histoire
La station est ouverte le 21 octobre 1925, au moment de la mise en service de la deuxième section de la ligne 2 entre Sol et Quevedo.
Le 23 mars 1944, elle devient également une station de la ligne 4 lors de la mise en service d'une section de celle-ci entre Argüelles et Goya.

## Service des voyageurs

### Accueil
La station possède deux accès équipés d'escaliers, mais sans escalier mécanique ni ascenseur.

### Intermodalité
La station est en correspondance avec les lignes d'autobus no 3, 21 et 147 du réseau EMT.

## Sites desservis
Au nord-ouest de la station se trouve la place du Comte del Valle de Suchil où se situe l'hôpital de Madrid. Dans la rue Alberto Aguilera se trouve le musée du robot.